# KC-10加油机
KC-10補充者（英語：KC-10 Extender）是三发动机麥道DC-10的军事版本，是为美国空军改装而来。 KC-10其主要角色是专门结合军事用途，拥有运输和空中加油的设备。它在开发时补充了KC-135同温层加油机的经验，用来在东南亚和中东地区服役。KC-10是美国空军即麦克唐纳道格拉斯的C-9后选择的第二款麦道公司的运输飞机。其共为美国空军生产了60架。及後，有三架二手DC-10客機由荷兰皇家空军購入（其中2架於1992年向馬丁航空購入，另一架於2011年購入）並改裝為類似的加油機（但窗戶並無像原型機般封閉），且被官方命名为KDC-10。
KC-10在美国军事的资产中起着关键作用，参与着远离美国本土的海外业务。这些飞机参与了86年对利比亚的轰炸和1999年的北约轰炸南斯拉夫，近来的有持久自由行动、自由伊拉克还有高贵之鹰。然而，最引人注目的还是其参与了海湾战争，为战争大量提供空运和空中加油任务。

## 沿革

### 開發
在1960年代末的越戰中，原有的KC-135空中加油機機隊已不足以為國外的美軍進行補給。因此，美軍曾於1972年向麥道及波音徵求新一代的加油機方案，當中麥道方面提供兩架DC-10作測試，而波音方案則以波音747作加油機平台。但是，該次研發計劃最後不了了之。
直至1973年贖罪日戰爭後，由於現有軍用運輸機運力及續航力不足，美軍才意識到必須開發新一代加油機，因此於1975年再開展「先進空中加油及運輸機計劃」。是次計劃共有四個競標方案：除上一次開發中有份參與的麥道DC-10及波音747外，洛歇亦以三星客機及C-5運輸機改裝方案參與競標。在上述四個方案中，由於三星客機不具備改作貨運的互換性，以及C-5過於笨重，洛歇方案早於第一輪即被淘汰，僅麥道DC-10及波音747可以進入第二輪競標。最後，美國空軍以DC-10可於較短跑道升降的優勢，於1977年尾決定選擇麥道方案，是為KC-10加油機；而落敗的波音747試製加油機，則售予伊朗空軍。
初期，美軍僅訂購12架KC-10，但不久訂單增加至62架。可是，美軍後來將訂單減少2架，使KC-10的最終數目為60架。至於最後兩架未製成的加油機，則由日本佳速航空頂手，並復原為民用的DC-10-30客機，亦是該型號的最後一批同款飛機。
KC-10加油機以DC-10-30貨機作技術平台，並有88%部件與民用型號共通。KC-10同時裝有飛桁式及飛錨式加油設備，可同時支援美軍及不同盟友的戰鬥機。此外，KC-10客艙亦可以作人員及物資運輸用途。在首架空中巴士A350 XWB公務機版本（即第三代康拉德·阿登纳号飞机）首飛前，KC-10曾經是全球續航力最長的飛機，但在退役前仍然是續航力最長的空中加油機。

### 入役
美軍第一架KC-10加油機於1980年7月12日首飛，並於同年10月進行首次加油測試。到次年3月，首架KC-10正式交付。
最後一架KC-10加油機於1988年11月29日交付。至此，全部60架同款飛機（包括於1987年焚毀的一架）均已交付。

### 荷蘭引進改裝機
於1984年，荷蘭皇家空軍亦開始研究引進空中加油機。直至波斯灣戰爭後的1992年，荷蘭皇家空軍終於向國內馬丁航空通過售後租回方式，購入兩架二手DC-10-30客貨兩用機，以改裝為加油機。
但在購入相關飛機後，由於第二架飛機（註冊號PH-MBN）在馬丁航空495號班機空難中墜毀，馬丁航空需向空軍賠償第三架同款飛機。於1994年，上述租約期滿，兩架DC-10-30原訂送往美國進行改裝，成為KDC-10加油機。但基於成本等問題，最後由荷蘭皇家航空進行改裝。兩架改裝後的加油機最後分別於1995年9月及12月入役。KDC-10與KC-10大致相似，但窗戶並無封閉。
到2011年，荷蘭軍方再購入二手DC-10貨機，並改裝為第三架KDC-10（編號T-255）。但由於國防預算遭到削減，第三架KDC-10只服役三年即告退役，其後於英國康和郡報廢拆解。

### 於私人軍事服務公司服役
2000年代，Omega空中加油公司亦仿傚荷蘭皇家空軍的做法，購入兩架退役的DC-10-40貨機，並將之改裝為KDC-10加油機。
及後，該公司於2019-2021年間，接收荷蘭方面的另外兩架同款機，使其加油機隊規模增至5架（4架KDC-10，另有一架是波音707）。

### 執行任務
美軍的KC-10加油機在入役後，首次參與的戰爭為1986年4月對利比亞的轟炸行動，與KC-135一同為F-111戰鬥轟炸機加油。
及後，KC-10亦投入到1991年波斯灣戰爭中，為沙特阿拉伯軍隊輸送物資及加油。而在1999年的北约轰炸南斯拉夫行動，KC-10亦有協助為轟炸機補給燃油。
進入2000年代，KC-10亦在中東的兩場戰爭中派上用場（包括阿富汗戰爭及伊拉克战争）。
而荷蘭的KDC-10加油機除了用於空中加油，亦擔當不少撤僑及人道救援行動（包括在科索沃戰爭期間撤出難民，以及參與加勒比海地區風災救援行動）。在1998年印尼「黑色五月暴動」期間，荷方首次派出此款加油機撤出僑民。

### 去向
按照原有計劃，美軍59架KC-10將服役至2043年，並曾在2010年接受現代化工程。。後來，由於軍費削減，首架同款機於2020年正式封存，其後美軍再於2023年初宣佈將於翌年9月全數退役KC-10。隨著最後一架KC-10於2024年9月26日完成告別飛行，此等加油機正式從美國空軍除役。
此外，由於荷蘭軍方選擇購入空中巴士A330 MRTT作北約聯用加油機，KDC-10亦於2019-21年間逐步退役。當中，首架飛機（編號T-264）已於2019年11月售予美商Omega空中加油服務公司，而第二架飛機（編號T-235）亦已於2021年轉讓至該公司。

## 用户

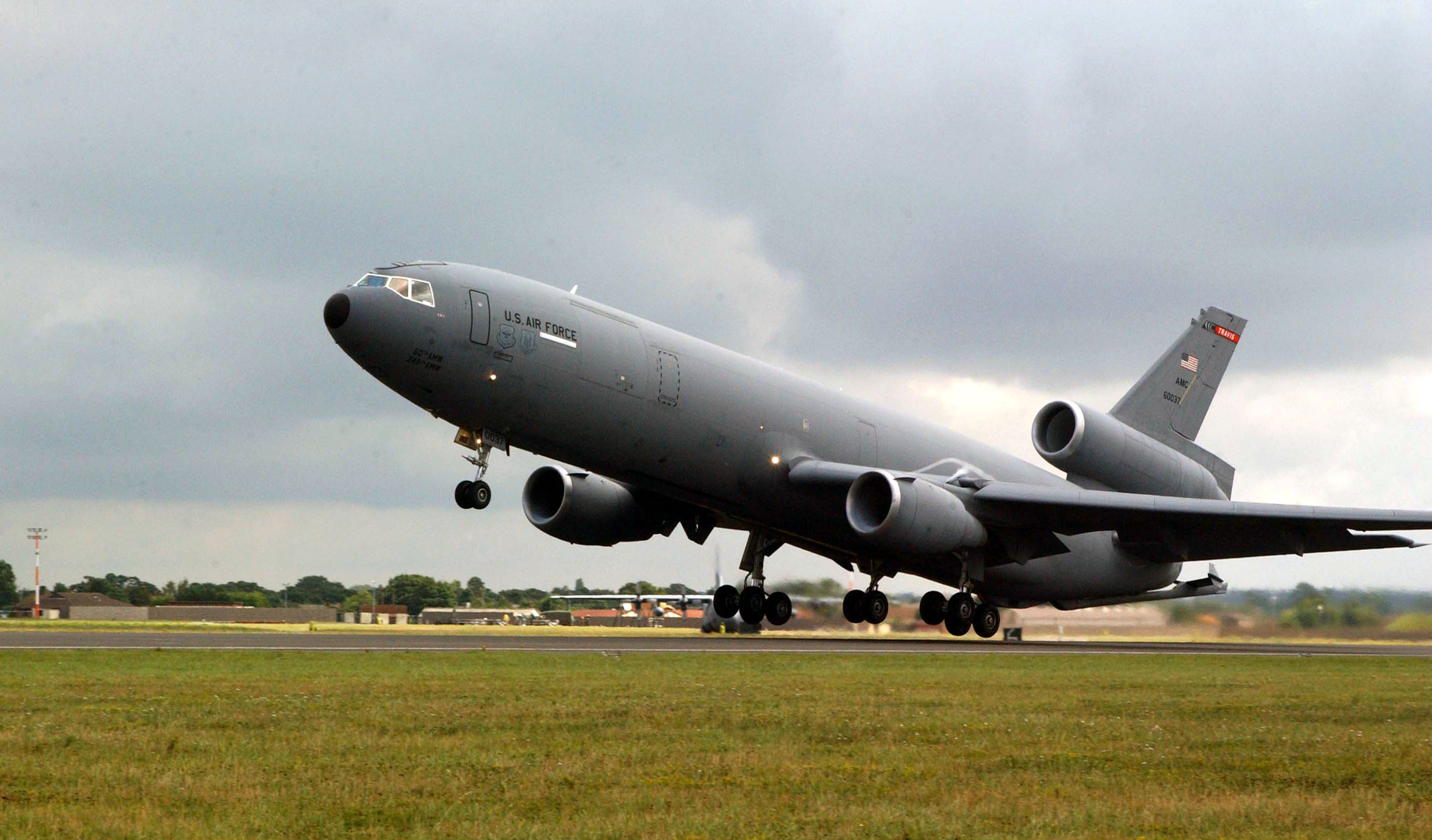
一架来自特拉维斯空军基地的KC-10正从米尔登霍尔皇家空军基地起飞

- Omega空中加油服務公司（英语：Omega Aerial Refueling Services）

### 前用户
美国
- 美国空军 – 最后一架KC-10于2024年9月26日退役
- 战略空军司令部(SAC)
  - 第2轰炸联队（英语：2nd Bomb Wing）–巴克斯代尔空军基地（英语：Barksdale AFB）, 路易斯安那州 1981–1992
    - 第2空中加油中队（英语：2d Air Refueling Squadron） 1989–1992
    - 第32空中加油中队（英语：32d Air Refueling Squadron） 1981–1992

  - 第4联队（英语：4th Fighter Wing）–西摩·约翰逊空军基地（英语：Seymour Johnson AFB）,北卡罗来纳州 1991–1992
    - 第344空中加油中队（英语：344th Air Refueling Squadron）
    - 第911空中加油中队（英语：911th Air Refueling Squadron）

  - 第22空中加油联队（英语：22d Air Refueling Wing）–马奇空军预备役基地,加利福尼亚州 1982–1992
    - 第6空中加油中队（英语：6th Air Refueling Squadron） 1989–1992
    - 第9空中加油中队（英语：9th Air Refueling Squadron） 1982–1992

  - 第68空中加油联队–西摩·约翰逊空军基地（英语：Seymour Johnson AFB）,北卡罗来纳州 1982–1991
    - 第344空中加油中队（英语：344th Air Refueling Squadron） 1986–1991
    - 第911空中加油中队（英语：911th Air Refueling Squadron） 1982–1991

  - 第802空中加油联队– 拉日什空军基地,葡萄牙 1990–1991
    - 第802空中加油中队

  - 第1709空中加油联队–阿卜杜勒-阿齐兹国王空军基地（英语：King Abdul Aziz Air Base）,沙特阿拉伯 1990–1991
    - 第1710空中加油中队
- 美國空軍機動司令部(AMC)
  - 第22空中加油联队（英语：22d Air Refueling Wing）–马奇空军预备役基地,加利福尼亚州 1992–1994
    - 第6空中加油中队（英语：6th Air Refueling Squadron）
    - 第9空中加油中队（英语：6th Air Refueling Squadron）

  - 第458作战大队–巴克斯代尔空军基地（英语：Barksdale AFB）,路易斯安那州 1992–1994
    - 第2空中加油中队（英语：2d Air Refueling Squadron）
    - 第32空中加油中队（英语：32d Air Refueling Squadron）

  - 第4作战大队–西摩·约翰逊空军基地（英语：Seymour Johnson AFB）,北卡罗来纳州 1992–1995
    - 第344空中加油中队 1992–1994
    - 第711空中加油中队（英语：711th Air Refueling Squadron） 1994–1994
    - 第744空中加油中队（英语：744th Air Refueling Squadron） 1994–1995
    - 第911空中加油中队 1992–1994

  - 第60空中机动联队-特拉维斯空军基地,加利福尼亚州 1994–2024
    - 第6空中加油中队（英语：6th Air Refueling Squadron） 1995–2024
    - 第9空中加油中队（英语：6th Air Refueling Squadron） 1994–2024

  - 第305空中机动联队（英语：305th Air Mobility Wing）-麦圭尔空军基地,新泽西州 1994–2023
    - 第2空中加油中队（英语：2d Air Refueling Squadron） 1994–2021
    - 第32空中加油中队（英语：32d Air Refueling Squadron） 1994–2023

  - 第380远征联队（英语：380th Air Expeditionary Wing）,Al Dhafra空军基地（英语：Al Dhafra Air Base）,阿拉伯联合酋长国 2002–2023
    - 第908远征空中加油中队

  - 第722空中加油联队–马奇空军预备役基地,加利福尼亚州 1994–1996
    - 第6空中加油中队（英语：6th Air Refueling Squadron） 1994–1996
    - 第9空中加油中队（英语：6th Air Refueling Squadron） 1994
- 美國空軍預備役司令部(AFRC)
  - 第98空中加油大队–巴克斯代尔空军基地（英语：Barksdale AFB）,路易斯安那州 1987–1994
    - 第78空中加油中队（英语：78th Air Refueling Squadron）

  - 第452空中加油联队–马奇空军预备役基地,加利福尼亚州 1981–1995
    - 第78空中加油中队（英语：78th Air Refueling Squadron） 1981–1987
    - 第79空中加油中队（英语：79th Air Refueling Squadron） 1982–1995

  - 第349空中机动联队（英语：349th Air Mobility Wing）-特拉维斯空军基地,加利福尼亚州 1994–2024
    - 第70空中加油中队（英语：70th Air Refueling Squadron） 1994–2024
    - 第79空中加油中队（英语：79th Air Refueling Squadron） 1995–2024

  - 第514空中机动联队（英语：514th Air Mobility Wing）–麦圭尔空军基地,新泽西州 1994–2023
    - 第76空中加油中队（英语：76th Air Refueling Squadron） 1994–2022
    - 第78空中加油中队（英语：78th Air Refueling Squadron） 1994–2023

  - 第916空中加油大队–西摩·约翰逊空军基地（英语：Seymour Johnson AFB）,北卡罗来纳州 1985–1994
    -  第77空中加油中队（英语：77th Air Refueling Squadron）

 荷蘭
- 荷兰皇家空军曾装备两架KDC-10,现已出售至Omega空中加油服務公司（英语：Omega Aerial Refueling Services）。 由空中客车A330 MRTT取代。[13]曾有一架DC-10作为运输机，注册号为T-255在荷兰空军短暂服役三年。[14]

## 規格

### 一般特點
- 機組人員：4（飛機指揮官，副駕駛，飛行工程師，動臂操作員）; 可以增加額外的機組人員，如航空醫療撤離隊和貨物處理人員
- 長度：55.35米
- 翼展：50.41米
- 高度：17.70米
- 翼面積：367.71平方米
- 空重：109,328公斤
- 裝載重量：268,980公斤
- 最大 起飛重量：267,620公斤
- 最大燃油量：161,480公斤
- 動力裝置：3×通用電氣CF6-50C2型渦輪風扇發動機

### 性能
- 最大速度：538節/ 0.89馬赫（619英里每小時/ 996公里每小時）
- 航距：7,080公里
- 续航距离：18,507公里
- 升限：12,800米
- 爬升速度：2,094米/分鐘/34.9米/秒

## 意外
- 1987年9月17日，一架編號為82-0190的KC-10加油機於什里夫波特進行維修時發生大火，造成負責地勤的軍人一死兩傷，而全機亦告焚毀。這次亦是KC-10加油機涉及的唯一一宗航空事故[15]，以及唯一一架意外報銷的KC-10。

## 另请参阅
相关开发
- 麦克唐纳·道格拉斯DC-10

类似型号
- 空中客车A330 MRTT
- KC-135同温层加油机
- 波音KC-767/波音KC-46
- 欧洲宇航防务集团/诺思罗普·格鲁曼KC-45（英语：EADS/Northrop Grumman KC-45）
- 英国皇家空军的洛克希德L-1011空中加油机/要员运输机（Lockheed TriStar（英语：Lockheed TriStar (RAF)））
- 伊留申伊尔-78

相关列表
- 美国现役军机列表